# 쿠바의 대외 관계

쿠바의 수교 현황

쿠바의 대외 관계는 비동맹 국가들과의 연대, 반제국주의 및 민족 해방 운동 지원이 전통적인 대외 정책의 최우선 과제이다. 1959년 체 게바라와 피델 카스트로를 중심으로 쿠바 혁명이 일어나며 친미 바티스타 정권이 붕괴되었고, 피델 카스트로는 집권한 이후 쿠바 내 미국 자산을 모두 국유화하였다. 이에 미국은 강력하게 반발하였고 이에 대한 보복으로 1961년 1월 3일 국교를 단절하였다. 아바나에 상주하던 주 쿠바 미국 대사관과 워싱턴 D.C.에 주재하던 주미 쿠바대사관은 폐쇄되었고, 외교관들은 모두 추방되었다. 국교 단절 이후 미국의 금수 조치를 받았으며, 미국의 대 쿠바 정책은 2000년대 중반까지 이어졌다. 최근에는 라틴 아메리카 국가에서 좌파 정권과의 외교 활동을 활발하게 전개하였는데, 특히 베네수엘라의 차베스 정권과의 관계가 친밀하게 되었다. 쿠바 의료진이 해외에 파견되고 의학을 희망하는 유학생을 조건부이면서 무료로 배울 수도록 수용하는 등 의료 지원도 활발하게 이뤄지고 있다.
시작부터 쿠바 혁명은 그 자신을 국제주의자로 정의하였다. 쿠바는 1972년에 경제상호원조회의(코메콘)에 가입하였다. 쿠바는 아프리카와 중앙 아메리카, 아시아에서 있었던 소련이 지원한 전쟁에서 가장 큰 역할을 하였다.
유엔 인권 위원회에서 쿠바, 수단, 짐바브웨 같은 인권 탄압 국가들의 연합은 비판의 대상이 되었다. 쿠바는 아메리카를 위한 볼리바르 대안의 창립 회원이었다. 쿠바는 비동맹 운동의 일원이다. 쿠바는 베네수엘라나 짐바브웨 같은 나라에 의사들을 파견핸다. 30,000명이 넘는 쿠바 의사들이 현재 해외에서 일하고 있다. 남아프리카 공화국 대통령 넬슨 만델라나 영국 런던 시장 켄 리빙스턴, 세계은행 총재 제임스 울펜슨, 세인트 루시아의 총리 케니 앤서니, 스웨덴 전 총리 올로프 팔메는 쿠바가 중동, 아프리카, 라틴 아메리카, 오세아니아에 인도주의적 지원을 제공하여 찬사를 보내기도 했다. 인권 탄압 이력 때문에 국제연합 인권위원회에 쿠바가 가입한 사실은 많은 국가들로부터 비판을 받아 오고 있다.

## 아프리카와의 관계
아프리카에서 가장 큰 규모의 전쟁은 앙골라에서 있었는데(→앙골라 전쟁) 쿠바는 여기에 수만 명의 병력을 투입하였다. 쿠바는 에티오피아의 마르크스주의 독재자 멩기스투 하일레 마리암의 동맹이었다. 아프리카에서 쿠바는 17개의 좌파 정권을 지원했다. 쿠바가 지원한 일부 국가들 가운데, 동부 자이르의 경우(심바 반란)처럼 좌절을 겪기도 했지만 다른 나라에서는 큰 성공을 거두었다. 주요 전투는 알제리, 자이르, 예멘, 에티오피아, 기니비사우, 모잠비크에서 일어났다.

## 라틴 아메리카와의 관계
라틴 아메리카에 대한 쿠바 정부의 군사 개입도 광범위했다. 최초의 개입으로서, 1967년 체 게바라는 볼리비아에서 마르크스주의 게릴라를 지도했으나 볼리비아인의 지원을 얻지 못해 실패하고 만다. 이보다 덜 알려진 것으로서, 1959년에 도미니카 공화국과 파나마에서도 작전을 수행했다. 거의 모든 라틴 아메리카 국가에서 이를 알았다. 니카라과의 사회주의 산디니스타 국민해방전선 정권은 대놓고 쿠바의 지원을 받아 1979년 독재정부 소모사(Somoza) 정권이 실각하고, 반미, 친공산 세력인 다니엘 오르테가가 집권하게 되며, 이것은 라틴 아메리카에서 가장 큰 성공으로 여겨졌다.

## 유럽과의 관계
2003년 유럽 연합은 카스트로 정권을 "인권과 기본적인 자유를 극렬하게 탄압하는" 위반 혐의로 고소하였다. 그러나 2008년 유럽연합과 쿠바는 완전한 관계 및 협력 활동을 재개하는 데에 동의하였다. 쿠바와 유럽 연합은 5년동안 외교관계가 단절되었으나, 2008년 10월 23일에 다시 정상화되었다.
최근에는 소원했던 쿠바와 러시아와의 관계가 조금씩 회복될 기미를 보이고 있다. 2008년 12월, 러시아 해군 구축함 차바넨코호와 지원함 2척이 소련 붕괴 이후 처음으로 쿠바를 방문했다.

## 미국과의 관계
쿠바는 미국과 공식 외교관계가 없는 소수의 나라 중 하나이다. 1898년 미국의 메인 호가 아바나 항에서 정박중에 폭발한 사고로 인하여 발생한 미서전쟁은 미국의 승리로 끝나고, 스페인은 쿠바를 미국에 넘겨주었다. 종전 후 3년 동안 쿠바에서는 미국 군대의 군정(軍政)이 실시되었으며, 1903년에는 관타나모에 미국 해군의 기지가 설치되고 쿠바의 중추적 기능을 미국자본이 장악하는 등 쿠바는 미국의 사실상의 식민지가 되었다. 1959년 1월 미국의 든든한 동맹이던 풀헨시오 바티스타 군사독재를 무너뜨리고(쿠바 혁명) 들어선 피델 카스트로의 쿠바 정부를 미국은 처음부터 가만두려 하지 않았고, 미국은 수차례 쿠바정부를 전복을 시도했다. 쿠바는 1961년 1월 자유 진영의 중심국인 미국과 국교를 단절했다. 드와이트 아이젠하워 행정부에서 시작된, 카스트로 정권을 무너뜨리기 위한 미국의 노력은 케네디 행정부 때 절정에 이르렀다. 미국은 쿠바 출신 망명객을 중심으로 숱하게 무장세력을 규합해 직접 개입에 나섰다. 하지만 번번이 미수에 그쳤다. 그 대표적 사례가 1961년 4월 벌어진 피그스 만 침공이다. 1961년 미국의 대통령이 된 존 F. 케네디는 CIA의 도움을 받는 쿠바 망명자들이 피그스 만 침공(1961년 4월)을 감행하도록 지원하였으나 군인들이 모두 생포 및 사살되어 미국의 침공은 실패했다. 오히려 이 사건으로 미국은 쿠바에서의 주권침해행위에 대한 비판을 받게 되었다. 피그스 만 침공은 1962년 10월 쿠바 미사일 위기를 가져오게 된다. 잇따른 미국의 노골적인 겁박에 몰린 신생 혁명국 쿠바는 소련에 기대 활로를 찾으려 했다. 소련의 핵미사일을 쿠바에 배치함으로써 미국의 전면 침공을 막아낼 수 있으리라 믿었다. 대립은 이내 임계점으로 치달았다. 핵전쟁의 공포가 지구촌을 휘감았다. 위기를 피하려는 미-소의 이해관계가 맞아떨어지면서 미국이 이후에는 이 섬에 침공하지 않겠다는 구두 약속을 하는 등 봉합되긴 했지만, 쿠바 미사일 위기는 이후 반세기 가까이 이어질 미국의 대쿠바 정책의 방향을 확정짓는 사건이었다. 미국은 쿠바에 대해 외교적, 경제적으로 완전한 봉쇄 정책을 단행하였고, "몽구스 작전"(Operation Mongoose)을 개시하였다. 쿠바 혁명 이후, 1961년까지 수십만명이 미국으로 피신하였고, 1959년부터 1993년까지 약 120만명의 쿠바인(현재 인구의 10%)이 미국을 향해 쿠바를 떠났다. 주로 이들은 작은 보트나 허술한 뗏목을 타고 바다를 건너 왔다.
해를 거듭할수록 봉쇄의 고삐는 옥죄어졌다. 급기야 1992년엔 "쿠바민주화법" 통과로 봉쇄정책의 입법화가 이뤄졌다. 미국은 "쿠바가 민주화 이행을 거부하고 인권을 보장하지 않는 한" 쿠바에 대한 통상 제재를 지속하고 있었다. 1996년엔 극우 성향의 제시 헬름스 당시 상원 외교위원장(공화당) 주도로 "쿠바 자유화 및 민주화연대법"(헬름스-버튼법)이 통과돼 미국 자본의 쿠바 투자가 사실상 봉쇄됐다. 조지 부시 행정부 시절엔 쿠바 출신 이민·망명자들의 "본국 송금"조차 사실상 차단되기에 이르렀다. 그러나, 미국의 대통령 오바마는 2009년 4월 17일, 트리니다드 토바고에서 "미국은 쿠바와 새로운 시작을 추구한다."고 표명하였고 47년 만에 쿠바에 대한 봉쇄정책을 일부 해제했다. 부시 행정부가 미국에서 쿠바로 쿠바계 미국인 150만명이 쿠바 여행을 자유롭게 하도록 하고, 송금 제한을 철폐했다. 그리고, 미국의 통신 회사가 앞으로 쿠바와 미국을 연결하는 광케이블을 설치해 위성통신 사업을 할 수 있도록 통신 규제도 완화했다. 오바마 정부는 또 부시 행정부가 2004년부터 시행한 쿠바인에 대한 선물 제공 제한 규정도 풀었고 미국과 쿠바 간 정기 항공노선 개설 문제도 검토키로 했다.

## 아시아와의 관계
대한민국은 1949년 쿠바를 승인하였고 쿠바는 1950년 한국전쟁때 UN의 대한(對韓)지원 결의에 따라 279만 달러를 원조하였으나, 1959년 피델 카스트로 공산혁명이 일어나고 사회주의 정부가 수립하게 되어 교류가 단절되었다. 또한 쿠바는 대한민국을 미국의 동맹국에다 주한미군의 주둔을 이유삼아 매우 적대적인 시각을 보였으며 국제사회에서도 조선민주주의인민공화국 및 공산국가들의 입장을 지지하고 1988년 서울 올림픽과 1997년 무주·전주 동계 유니버시아드 대회에도 불참하는 등 대한민국과의 관계를 매우 기피해 왔었다. 그러나 냉전시대 이후로는 실리외교로 전환하여 오랫동안 적대시해왔던 대한민국과도 관계개선을 희망하여 경제면에서는 활발한 교류를 이루고 있다. 쿠바 정부는 대한민국과의 수교를 원하고 있지만, 대한민국의 최대 우방국인 미국과의 적대 관계 때문에 오랫동안 수교가 이뤄지지 못했었다. 그러다가 2024년 2월 14일에 대한민국과의 외교 관계를 수립했다.
조선민주주의인민공화국과는 카스트로 정권 수립 1년 후인 1960년에 수교한 후 정치적·군사적으로 매우 친밀한 관계를 유지하였으며 국제사회에서도 조선민주주의인민공화국의 입장을 지지하는 등 양국관계의 진행이 원활하였다.
일본과는 1929년 12월 21일에 국교가 수립되었다. 1941년 12월, 태평양전쟁 발발에 따라 쿠바는 미국과 함께 대일 전쟁을 선포하였다. 1952년 11월, 샌프란시스코 강화 조약 체결에 따라, 국교가 회복되었고, 1960년에 통상협정을 체결(발효는 1961년)하였다. 1898년 이후, 일본인 이민이 쿠바에 정착하기 시작하여, 1999년 기준으로, 일본인계는 약 800명(재단법인 해외 일본인계 협회의 자료)이 쿠바에 거주한다. 양국 관계는, 정치·경제의 양면에서 양호한 편이다. 주(駐)페루 일본 대사공저 점거 사건 때, 일본 정부의 요청에 의하여, 쿠바는 게릴라의 망명 수락을 수락한 바 있다. 음악이나 스포츠를 통한 민간 교류도 왕성하다.
쿠바는 소련의 절대적 영향력 하에 있었기 때문에 중국과는 소원한 관계에 있었다. 냉전이 종식된 이후에도 중국으로선 먹고살기에 급급한 상황이어서 미국의 계속되는 금수조치로 어려운 쿠바에 뚜렷하게 힘을 보태지 못했다. 쿠바로서도 옛 소련처럼 군사적·경제적으로 제국의 위치에 이르지 못한 개도국 중국에 손을 벌리기 어려운 상황이었다. 그러나 중국이 덩샤오핑의 개혁·개방 노선을 채택, 경제발전에 성공한 이후 중국과 쿠바 간 교류와 협력이 늘어나기 시작했다. 현재 양국 간 교역량은 26억 달러에 이르며, 중국은 쿠바로서는 베네수엘라 다음으로 중요한 무역상대국이다. 중국의 후진타오 주석은 2008년 11월, 쿠바를 방문하여 피델 카스트로를 만나, 쿠바산 니켈과 사탕을 계속 수입하겠다고 밝히는 한편 3개 대형 허리케인의 내습으로 괴멸적 경제적 피해를 입은 쿠바에 식량을 보내겠다고 약속했다.
조선민주주의인민공화국·이란 등과도 유대관계가 깊다.
2000년대 말, 파푸아뉴기니와 쿠바는 관계를 강화하기 시작하였다. 쿠바는 이 나라에 의사를 파견하고 있다.
쿠바는 카자흐스탄의 수도 아스타나에 대사관을 두고 있는데, 이것은 카리브해 연안 국가들 중에서 유일한 카자흐스탄 주재 대사관이다. 카자흐스탄은 아바나에 총영사관을 두고 있다.

## 같이 보기
- 쿠바의 재외공관 목록